# Blšany u Loun
Blšany u Loun é uma comuna na República Checa localizada na região de Ústí nad Labem, distrito de Louny.